# Zygaena occitanica
Zygaena occitanica is een vlinder uit de familie bloeddrupjes (Zygaenidae). De wetenschappelijke naam is voor het eerst geldig gepubliceerd in 1789 door Villers.
De soort komt voor in Europa.